# Kemi-Torneå flygplats
Kemi-Torneå flygplats ligger i utkanten av staden Kemi och delvis i Keminmaa kommun i Lappland i Finland, 6 km från Kemi centrum och 21 km från Torneå.
Flygplatsen har flyg till Helsingfors med Finncomm Airlines.

## Flygplatsens roll för Haparanda
Det är 23 km till Haparanda i Sverige, och detta är den närmaste flygplatsen därifrån. Den närmaste från Haparanda inom Sverige är Luleå flygplats, 133 km bort. Det finns en riktlinje från Trafikverket om max 4 timmars restid från centrala Stockholm till alla större tätorter i Sverige. Restiden för Haparandas del är lite mer än 4 timmar (med endast handbagage, och bil från Luleå flygplats) (och mer än 5 timmar Stockholm–Haparanda via Helsingfors och Kemi flygplatser). Det var varit en del diskussioner om en flyglinje Stockholm–Kemi för Haparandas skull. Det har fallit på att Trafikverket (tidigare var det Rikstrafiken), inte velat stödja en sådan trafik.

## Destinationer

### Inrikes (reguljärt flyg)
| Flygbolag          | Stad        | Flygplats (IATA/ICAO kod)               |
| ------------------ | ----------- | --------------------------------------- |
| Finncomm Airlines¹ | Helsingfors | Helsingfors-Vandas flygplats (HEL/EFHK) |

¹Även Finnair säljer Finncomm Airlines flyg på den här rutten (vilket beror på en överenskommelse).